# ジョシュ・ベケット
ジョシュア・パトリック・ベケット（Joshua Patrick Beckett, 1980年5月15日 - ）は、アメリカ合衆国テキサス州スプリング出身の元プロ野球選手（投手）。右投右打。

## 経歴

### プロ入り前
テキサス州で生まれ育ち、テキサス州スプリング高等学校へ進学。2年次の時には89イニングを投げ13勝2敗・防御率0.39・178奪三振を記録し、ドラフト指名の可能性を探ったが、父は「彼の人生で最高に楽しい時代を失うかもしれない」と判断し、本人の意思で3年次へ進級。
3年時には10勝1敗・防御率0.46を記録し、USAトゥデイの高校最優秀投手に選出され、ドラフト史上初の高校生右腕として全体1位指名が期待された。

### マーリンズ時代
1999年のMLBドラフトでフロリダ・マーリンズから1巡目（全体2位）指名を受け入団。小学校の入学が1年遅れたため19歳での指名となった。
2001年にはマイナーリーグのブレバード・カウンティ・マナティーズとポートランド・シードッグスで防御率1.54、14勝1敗の成績を残し、史上3人目となるベースボールアメリカ誌とUSAトゥディ紙の両方から「マイナーリーグ年間最優秀選手賞」を受賞した。9月4日のシカゴ・カブス戦で21歳112日と球団史上6番目の若さでメジャーデビューし、初登板初勝利を挙げた。
2002年は107.2イニングを投げ113奪三振と奪三振が投球回を上回ったが、5月1日から14日、6月5日から16日、8月23日から9月11日の計3回故障者リスト入りとなり怪我になかされた。以後ベケットは2005年まで故障者リスト入りを繰り返した。
2003年はニューヨーク・ヤンキースとの同年のワールドシリーズ第6戦で中3日の登板であったが、ヤンキース打線を5安打完封し、シリーズMVPを獲得した。
2004年は開幕前にサイ・ヤング賞候補の1人に挙げられるも、3回故障者リスト入りとなり、勝ち星も9に留まった。
2005年に15勝を記録。これは自身初の2桁勝利だった。

### レッドソックス時代
2005年オフ、マーリンズの緊縮財政のためマイク・ローウェル、ギレルモ・モタとともにハンリー・ラミレス、アニバル・サンチェスら3対4のトレードでボストン・レッドソックスへ移籍した。
2006年、16勝・33先発・204.2イニングはいずれも自己最高・チーム1位だったが、防御率5.01は自己最低、被本塁打36はリーグワースト2位。
2007年シーズン終了後にFAとなるベケットに対し、球団は7月19日に3年総額3000万ドル（4年目の2010年は球団オプション）で契約延長した。同年は力だけでねじ伏せる投球からカーブ、チェンジアップを多く織り交ぜるようになった。スプリングトレーニングでテリー・フランコーナ監督に「あいつはもう準備万端だ。今年は凄いことになるぞ」と言わしめた。4月をベーブ・ルース（1917年）、ペドロ・マルティネス（2000年）に次いで球団史上3人目となる5勝0敗を記録。また、開幕から5月8日にかけての7戦7勝は球団史上4位タイ。5月13日のオリオールズ戦を4回で降板。翌14日から右手中指の裂傷により15日間の故障者リスト入りとなった。6月14日にシーズン初の敗戦を喫するまでに9勝を記録。初めて選出されたオールスターでは2回を無失点に抑え、勝ち投手となった。両リーグ最多の20勝を挙げ、自己最多の194奪三振を記録。

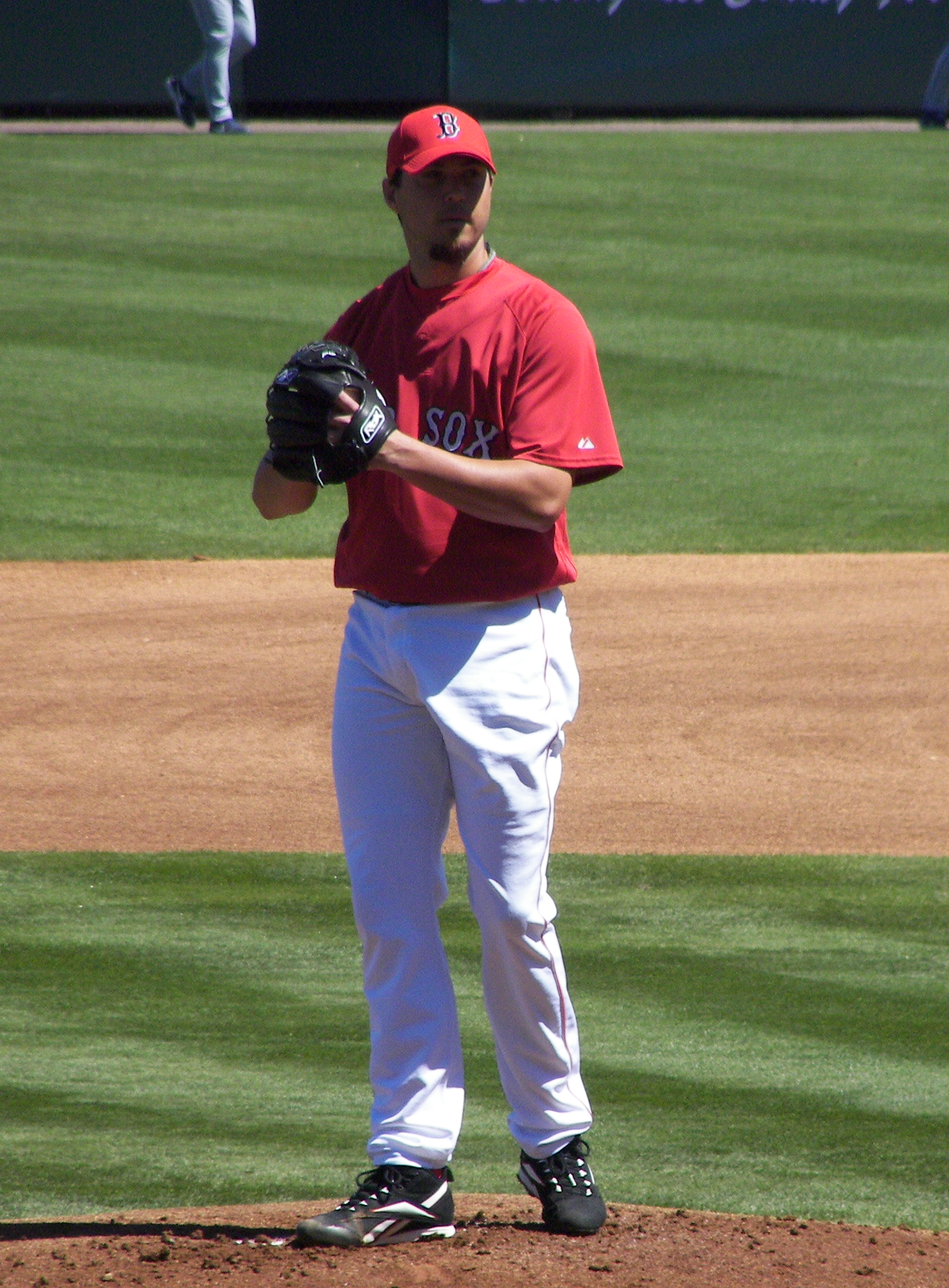
2007年

ポストシーズンではディビジョンシリーズ、リーグチャンピオンシップシリーズ、ワールドシリーズの初戦に登板。また、リーグチャンピオンシップシリーズではレッドソックスが3敗と負ければシリーズ敗退となる第5戦に登板。ポストシーズン、計4試合に登板し4勝・2完封を記録。リーグチャンピオンシップではMVPを獲得し、自身2度目のワールドシリーズ制覇に貢献した。
2008年はスプリングトレーニング期間中に腰を痛め日本で行われる開幕戦には同行せずに故障者リスト入りで開幕を迎えた。シーズン初登板は開幕7戦目のブルージェイズ戦。4月27日のレイズ戦では自己最高の13奪三振を記録。8月29日に右ヒジ痛のため8月18日に遡り故障者リスト入り。9月5日に復帰を果たしたがポストシーズンでは球威がなく、14.1イニングで7本の本塁打を浴びた。
2009年はシーズンを通じて先発ローテーションを守り、キャリアハイの212.1イニング投げて同じくキャリアハイとなる199奪三振、4完投、2完封を記録した。
2010年は夏場に怪我で約2ヶ月戦列を離れ、さらに21度の先発機会で8度の自責点5以上を喫するなど精彩を欠いた。2005年以降続けてきた規定到達を逃し、メジャー定着後最低となる5勝、防御率5.23という成績だった。
2011年は復調し、シーズン終盤まで最優秀防御率を狙える位置にいたが、最後の2試合でいずれも6失点を喫して結局5位に終わった。それでも193イニングを投げ防御率2.93、13勝という好成績を挙げた。
2012年は最初の登板となった試合で7失点を喫するなど不振で、21試合に先発して5勝、防御率5.23という成績だった。

### ドジャース時代

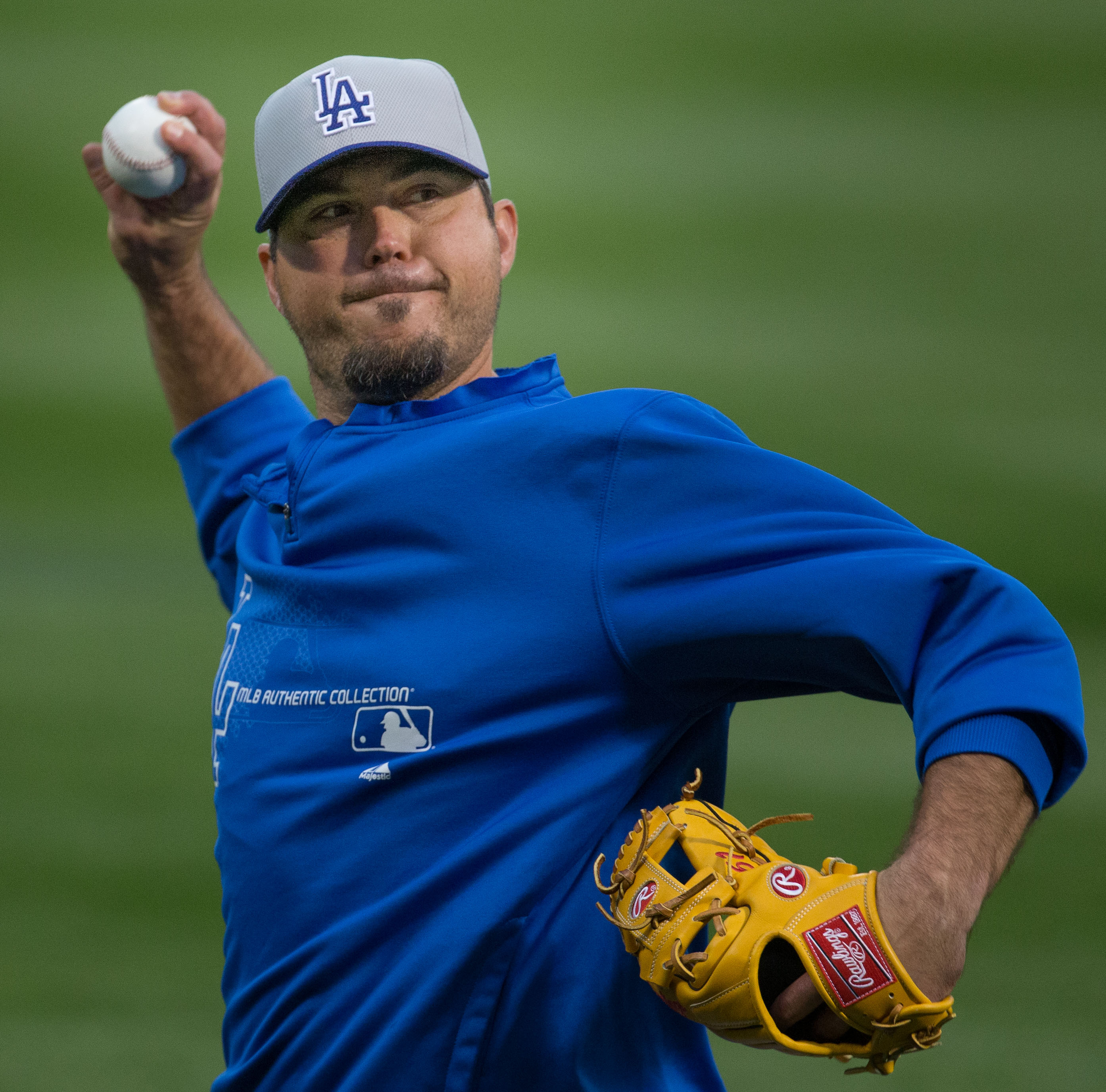
ロサンゼルス・ドジャース時代
（2013年4月19日）

2012年8月25日にジェームズ・ローニー、イバン・デヘスース、アレン・ウェブスター、ルビー・デラロサとのトレードで金銭に加え、エイドリアン・ゴンザレス、カール・クロフォード、ニック・プントと共に、ロサンゼルス・ドジャースへ移籍した。移籍後は7試合に先発して防御率2.93と復調したが、シーズントータルでは7勝に留まり、防御率は4.65だった。
2013年も開幕から不調。シーズン途中に胸郭出口症候群を発症し、5月13日の登板を最後に離脱、7月10日に手術を受けシーズンを終えた。8.1イニングを1失点ながら負け投手となった試合があるなど不運もあり、シーズンでは1勝もできなかった。防御率も5.19だった。
2014年3月19日に右手の親指を負傷したため、15日間の故障者リスト入りした。開幕後の4月9日にリストから外れた。このシーズンは序盤から好調を維持し、5月25日の対フィラデルフィア・フィリーズ戦で、3与四球によるノーヒットノーランを達成。8月中旬に左腰部痛で故障者リスト入りした後は登板がなく、防御率2.88ながら6勝6敗に留まった。10月7日に現役引退を発表。

### 引退後
2017年11月11日の未明、泥酔状態でライブ会場のステージに乱入し、歌手に暴行を働いて負傷させた容疑で逮捕された。

## 選手としての特徴
6' 5"（約195.6 cm）の長身を活かした直球が武器で、2006年には球速95mph（約152.9km/h）以上の球を1072球（両リーグ最多）投じた、メジャーを代表する速球派先発投手の一人。
投球スタイルは全身を無駄無く稼働させたクセの無いフォームだが、長身であるためリリースポイントが打者に非常に近く、球速表示以上に感じる速球を投げる。投球の約7割がストレートと言う豪速球投手。2007年には、速球のみならず、制球重視の方針を取った。このことが彼に多大な成功をもたらし、同年、20勝を挙げサイ・ヤング賞候補の一人となった。故障がちであったがそれも改善され、アメリカンリーグのみならずメジャーを代表する投手の一人となった。
指に肉刺（まめ）ができやすく、シーズン中に肉刺をつぶして離脱したことが度々ある。

## 詳細情報

### 年度別投手成績
| 年 度     | 球 団     | 登 板 | 先 発 | 完 投 | 完 封 | 無 四 球 | 勝 利 | 敗 戦 | セ 丨 ブ | ホ 丨 ル ド | 勝 率 | 打 者 | 投 球 回 | 被 安 打 | 被 本 塁 打 | 与 四 球 | 敬 遠 | 与 死 球 | 奪 三 振 | 暴 投 | ボ 丨 ク | 失 点 | 自 責 点 | 防 御 率 | W H I P |
| --------- | --------- | ----- | ----- | ----- | ----- | -------- | ----- | ----- | -------- | ----------- | ----- | ----- | -------- | -------- | ----------- | -------- | ----- | -------- | -------- | ----- | -------- | ----- | -------- | -------- | ------- |
| 2001      | FLA       | 4     | 4     | 0     | 0     | 0        | 2     | 2     | 0        | 0           | .500  | 99    | 24.0     | 14       | 3           | 11       | 0     | 1        | 24       | 1     | 0        | 9     | 4        | 1.50     | 1.04    |
| 2002      | FLA       | 23    | 21    | 0     | 0     | 0        | 6     | 7     | 0        | 0           | .462  | 454   | 107.2    | 93       | 13          | 44       | 2     | 1        | 113      | 5     | 0        | 56    | 49       | 4.10     | 1.27    |
| 2003      | FLA       | 24    | 23    | 0     | 0     | 0        | 9     | 8     | 0        | 0           | .529  | 601   | 142.0    | 132      | 9           | 56       | 4     | 2        | 152      | 6     | 1        | 54    | 48       | 3.04     | 1.32    |
| 2004      | FLA       | 26    | 26    | 1     | 1     | 1        | 9     | 9     | 0        | 0           | .500  | 654   | 156.2    | 137      | 16          | 54       | 3     | 6        | 152      | 5     | 0        | 72    | 66       | 3.79     | 1.22    |
| 2005      | FLA       | 29    | 29    | 2     | 1     | 0        | 15    | 8     | 0        | 0           | .652  | 728   | 178.2    | 153      | 14          | 58       | 2     | 7        | 166      | 5     | 0        | 75    | 67       | 3.38     | 1.18    |
| 2006      | BOS       | 33    | 33    | 0     | 0     | 0        | 16    | 11    | 0        | 0           | .593  | 869   | 204.2    | 191      | 36          | 74       | 1     | 10       | 158      | 11    | 1        | 120   | 114      | 5.01     | 1.29    |
| 2007      | BOS       | 30    | 30    | 1     | 0     | 1        | 20    | 7     | 0        | 0           | .741  | 822   | 200.2    | 189      | 17          | 40       | 0     | 5        | 194      | 3     | 0        | 76    | 73       | 3.27     | 1.14    |
| 2008      | BOS       | 27    | 27    | 1     | 0     | 0        | 12    | 10    | 0        | 0           | .545  | 725   | 174.1    | 173      | 18          | 34       | 1     | 9        | 172      | 5     | 0        | 80    | 78       | 4.03     | 1.19    |
| 2009      | BOS       | 32    | 32    | 4     | 2     | 1        | 17    | 6     | 0        | 0           | .739  | 883   | 212.1    | 198      | 25          | 55       | 1     | 7        | 199      | 3     | 1        | 99    | 91       | 3.86     | 1.19    |
| 2010      | BOS       | 21    | 21    | 0     | 0     | 0        | 6     | 6     | 0        | 0           | .500  | 577   | 127.2    | 151      | 20          | 45       | 3     | 8        | 116      | 3     | 0        | 89    | 82       | 5.78     | 1.54    |
| 2011      | BOS       | 30    | 30    | 1     | 1     | 1        | 13    | 7     | 0        | 0           | .650  | 767   | 193.0    | 146      | 21          | 52       | 1     | 9        | 175      | 6     | 0        | 65    | 62       | 2.89     | 1.03    |
| 2012      | BOS       | 21    | 21    | 0     | 0     | 0        | 5     | 11    | 0        | 0           | .313  | 547   | 127.1    | 131      | 16          | 38       | 2     | 5        | 94       | 4     | 0        | 75    | 74       | 5.23     | 1.33    |
| 2012      | LAD       | 7     | 7     | 0     | 0     | 0        | 2     | 3     | 0        | 0           | .400  | 183   | 43.0     | 43       | 5           | 14       | 4     | 0        | 38       | 1     | 0        | 16    | 14       | 2.93     | 1.33    |
| '12計     | LAD       | 28    | 28    | 0     | 0     | 0        | 7     | 14    | 0        | 0           | .333  | 730   | 170.1    | 174      | 21          | 52       | 6     | 5        | 132      | 5     | 0        | 91    | 88       | 4.65     | 1.33    |
| 2013      | LAD       | 8     | 8     | 1     | 0     | 0        | 0     | 5     | 0        | 0           | .000  | 195   | 43.1     | 50       | 8           | 15       | 2     | 1        | 41       | 0     | 0        | 30    | 25       | 5.19     | 1.50    |
| 2014      | LAD       | 20    | 20    | 1     | 1     | 0        | 6     | 6     | 0        | 0           | .500  | 475   | 115.2    | 96       | 17          | 39       | 2     | 5        | 107      | 1     | 0        | 41    | 37       | 2.88     | 1.17    |
| MLB：14年 | MLB：14年 | 335   | 332   | 12    | 6     | 4        | 138   | 106   | 0        | 0           | .566  | 8579  | 2051.0   | 1897     | 238         | 629      | 28    | 76       | 1901     | 59    | 3        | 957   | 884      | 3.88     | 1.23    |

- 各年度の太字はリーグ最高

### タイトル
- 最多勝利：1回（2007年）

### 表彰
- ベースボール・アメリカ・マイナーリーグ年間最優秀選手賞：1回（2001年）
- USAトゥデイ・マイナーリーグ年間最優秀選手賞：1回（2001年）
- ベーブ・ルース賞：1回（2003年）
- ワールドシリーズMVP：1回（2003年）
- リーグチャンピオンシップシリーズMVP：1回（2007年）
- プレイヤー・オブ・ザ・ウィーク：2回（2009年7月6日 - 12日、2014年5月19日 - 25日）

### 記録
MiLB
- オールスター・フューチャーズゲーム選出：1回（2000年）

MLB
- MLBオールスターゲーム選出：3回（2007年、2009年、2011年）
- ノーヒットノーラン：1回（2014年5月25日、対フィラデルフィア・フィリーズ戦）

### 背番号
- 61（2001年 - 2003年途中、2012年途中 - 2014年）
- 21（2003年途中 - 2005年）
- 19（2006年 - 2012年途中）